# Marion Maréchal
Marion Maréchal-Le Pen (født 10. december 1989) er en fransk politiker, tidligere jurastuderende og medlem af Frankrigs parlament for partiet Front National. Som 22-årig blev hun i 2012 valgt som repræsentant for departementet Vaucluse tredje valgkreds og blev dermed Frankrigs yngste parlamentsmedlem i moderne tid. Hun er niece (søsterdatter) til Marine Le Pen og barnebarn af Jean-Marie Le Pen.